# 七釜温泉ゆーらく館
七釜温泉ゆーらく館（しちかまおんせんゆーらくかん）は、兵庫県新温泉町の七釜温泉にある共同浴場。
露天岩風呂、露天釜風呂など10の浴槽と足湯全て100%源泉掛け流しである。研修室と自然環境展示ホールを併設する。

## 概要
釜風呂で知られた七釜温泉公衆浴場（釜風呂共同湯）の閉鎖に伴い、浜坂町（当時）が約3億円をかけ建設した鉄筋コンクリート造平屋建ての共同浴場。オープンは2005年7月23日。運営は地元七釜地区に依託されている。　温泉水は711.3mの距離にある源泉から直接パイプでを引湯している。

## 施設
有料ゾーン
- 大浴場　桧　（檜風呂・露天岩風呂・露天釜風呂【酒造工場で使用されていた昭和42年製の本物の巨大釜】の計3据）
- 大浴場　石　（石風呂・露天檜風呂・露天釜風呂【酒造工場で使用されていた昭和42年製の本物の巨大釜】の計3据）
- 多目的風呂（檜風呂・露天釜風呂【吉村酒造で昭和初期に使用されていた本物の大釜】の計2据）

※大浴場　桧・石は、日替わりで男女入れ替え
無料ゾーン
- 足湯
- 研修室 - 和室32畳
- 自然環境展示ホール - 近くの田君川に自生するバイカモや但馬御火浦を紹介

## 温泉データ
- 湧出地 ：兵庫県美方郡新温泉町七釜字前田797番地9
- 泉温 - 50.4度（気温9.5度）、熱湯消毒（非塩素消毒）と熱交換（非加水）による温度調整を経て浴槽に注がれる
- 泉質 - ナトリウム・カルシウム-硫酸塩高温泉（Na・Ca-SO4泉）　低張性、中性、高温泉
- pH値 - 7.18

## 利用情報
- 開館時間 - 9:00～22:00（入館受付は 21:15まで）

※年末年始は営業時間に変更有り
- 休館日 - 毎月第1・3水曜日定休

## 交通アクセス
- JR西日本山陰本線：浜坂駅から全但バス湯村温泉行で、バス停「栃谷七釜温泉口」または「七釜温泉」下車 徒歩5分
- 大阪・神戸から全但バス夢千代号で「湯村温泉」下車、浜坂行バスに乗り換えて「栃谷七釜温泉口」下車 徒歩5分

## 周辺
- 浜坂温泉郷
  - 浜坂温泉 - バス9分
- 湯村温泉 - バス15分
- 浜坂県民サンビーチ
- 但馬御火浦